# Eric Johnson (cestista)
Eric Johnson (Brooklyn, 7 febbraio 1966) è un ex cestista statunitense con cittadinanza spagnola, professionista nella NBA, in Europa e in Sudamerica.
È il fratello di Vinnie Johnson.